# Phlugis similis
Phlugis similis är en insektsart som beskrevs av Bruner, L. 1915. Phlugis similis ingår i släktet Phlugis och familjen vårtbitare. Inga underarter finns listade i Catalogue of Life.